# Unió General del Treball
La Unió General del Treball, en italià Unione Generale del Lavoro (UGL), és un sindicat italià.
El 1996, el secretari Mauro Nobilia (Cisnal) va posar en marxa el projecte d'un nou sindicat, que comprèn el mateix Cisnal (en itialià, Confederazione Italiana Sindacati Nazionali dei Lavoratori). El resultat és oficialment UGL.